# Ordre du Condor des Andes
L'Ordre du Condor des Andes (en espagnol : La Orden del Cóndor de los Andes) est une décoration d'État de l'État plurinational de Bolivie instituée le 18 avril 1925. 
L'Ordre est décerné pour un mérite exceptionnel, civil ou militaire, présenté par des Boliviens ou des ressortissants étrangers. 

## Grades
L’ordre compte six grades. Par ordre croissant d'importance :
- Chevalier
- Officier
- Commandant
- Grand Officier
- Grand-Croix
- Grand Collier

## Récipiendaires notables
- Domitila Barrios de Chungara, née le 7 mai 1937 à Llallagua et morte le 12 mars 2012 à Cochabamba autochtone bolivienne et figure éminente du féminisme bolivien[2]

| Grades        | Grades      | Grades         | Grades     | Grades   | Grades    |
| ------------- | ----------- | -------------- | ---------- | -------- | --------- |
| Grand Collier | Grand-croix | Grand Officier | Commandeur | Officier | Chevalier |